# Deprywacja relatywna
Deprywacja relatywna – w psychologii społecznej - to samorzutnie identyfikowany (przez daną jednostkę lub grupę społeczną) wzrost (stopniowy lub skokowy) dysharmonii pomiędzy faktycznym (w miarę obiektywnym) i pożądanym (z natury subiektywnym) stanem tudzież poziomem życia. Deprywacja relatywna w rzeczywistości uźródla podejmowanie przez ludzi poczynań mających z założenia owocować istotnymi dla nich zmianami, a które to kroki w istocie eliminują ewolucyjnie (postępowa praca) lub rewolucyjnie (uwsteczniające odreagowania) nadmiar czynnika stresującego (nieodłącznie związanego z "deprywacją relatywną") i są racjonalizowane przede wszystkim własnymi odczuciami (m.in. również tym, iż zupełnie niesłusznie żyje się komuś gorzej niż się należy ze względu na własne zasługi czy wcześniej uzyskane obietnice, bądź - w skrajnych przypadkach - przez cudze szczęście czy sukces życiowy). 
Istnieją trzy typy deprywacji relatywnej:

Wykres ideowy. Trzy typy deprywacji relatywnej:
a) ASPIRACYJNY: A - pożądany poziom życia; B - faktyczny poziom życia
b) KRYZYSOWY: B - pożądany poziom życia; C - faktyczny poziom życia
c) PROGRESYWNY: A - pożądany poziom życia; C - faktyczny poziom życia
X - czas
Y - poziom życia

ASPIRACYJNY (pożądany poziom życia "rośnie", a faktyczny nieznośnie "stoi" - w następstwie konstruktywna bądź destruktywna "autoaktywizacja", zarówno w przypadku jednostek, jak i grup społecznych);
KRYZYSOWY (pożądany poziom życia "stoi", a faktyczny nieznośnie "spada" - w następstwie konstruktywna bądź destruktywna "autoaktywizacja", zarówno w przypadku jednostek, jak i grup społecznych);
PROGRESYWNY (pożądany poziom życia "rośnie", faktyczny nieznośnie "spada" - w następstwie konstruktywna bądź destruktywna "autoaktywizacja", zarówno w przypadku jednostek, jak i grup społecznych);